# NSB Di 4
Die Baureihe Di 4 der Norges Statsbaner (NSB) sind dieselelektrische Lokomotiven für die Beförderung von Reisezügen auf nichtelektrifizierten Strecken. Sie werden fast ausschließlich auf der Nordlandbahn eingesetzt, da die übrigen Strecken mit Triebwagen bedient werden.

## Geschichte

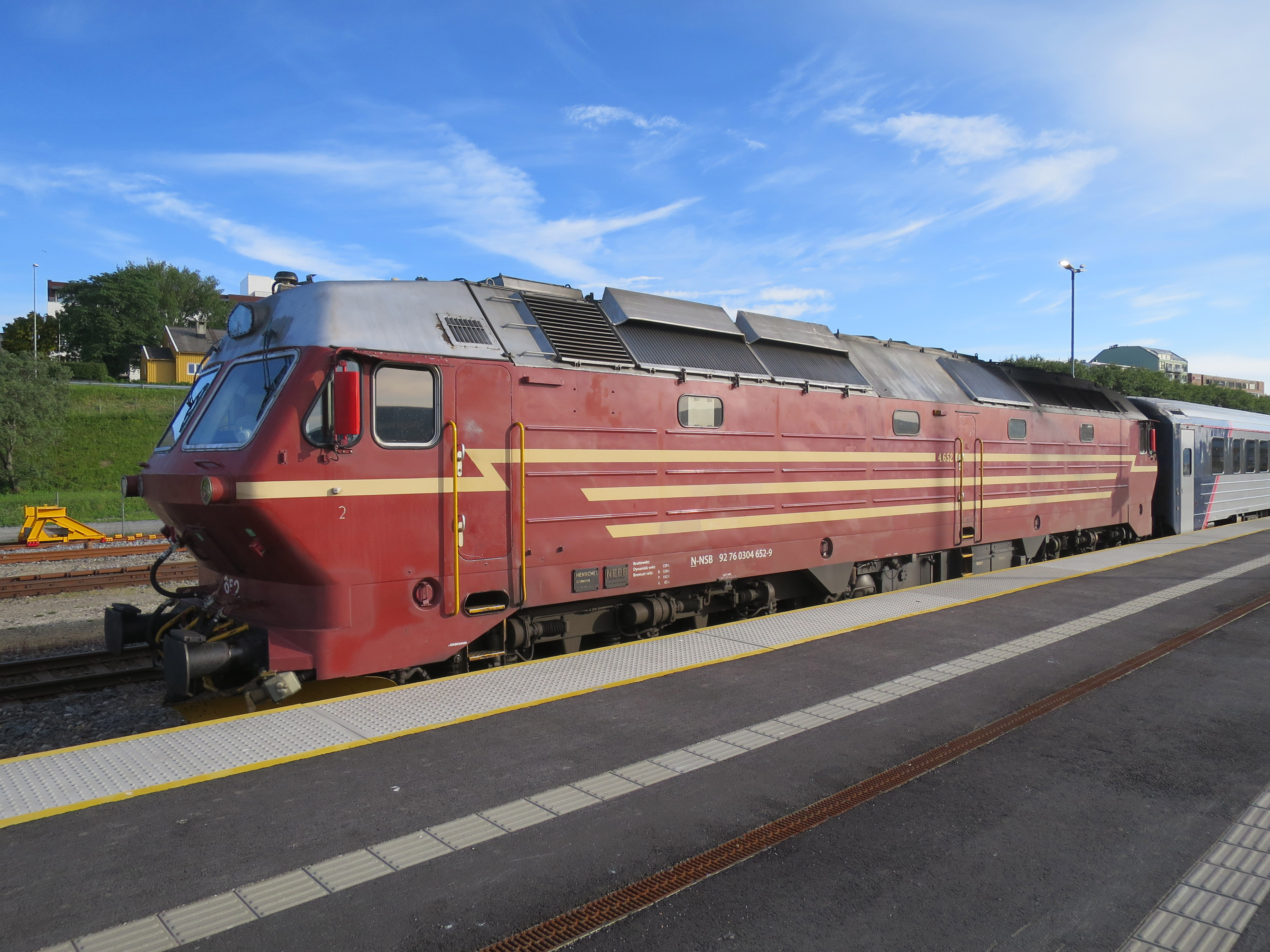
Di 4 652 in Bodø

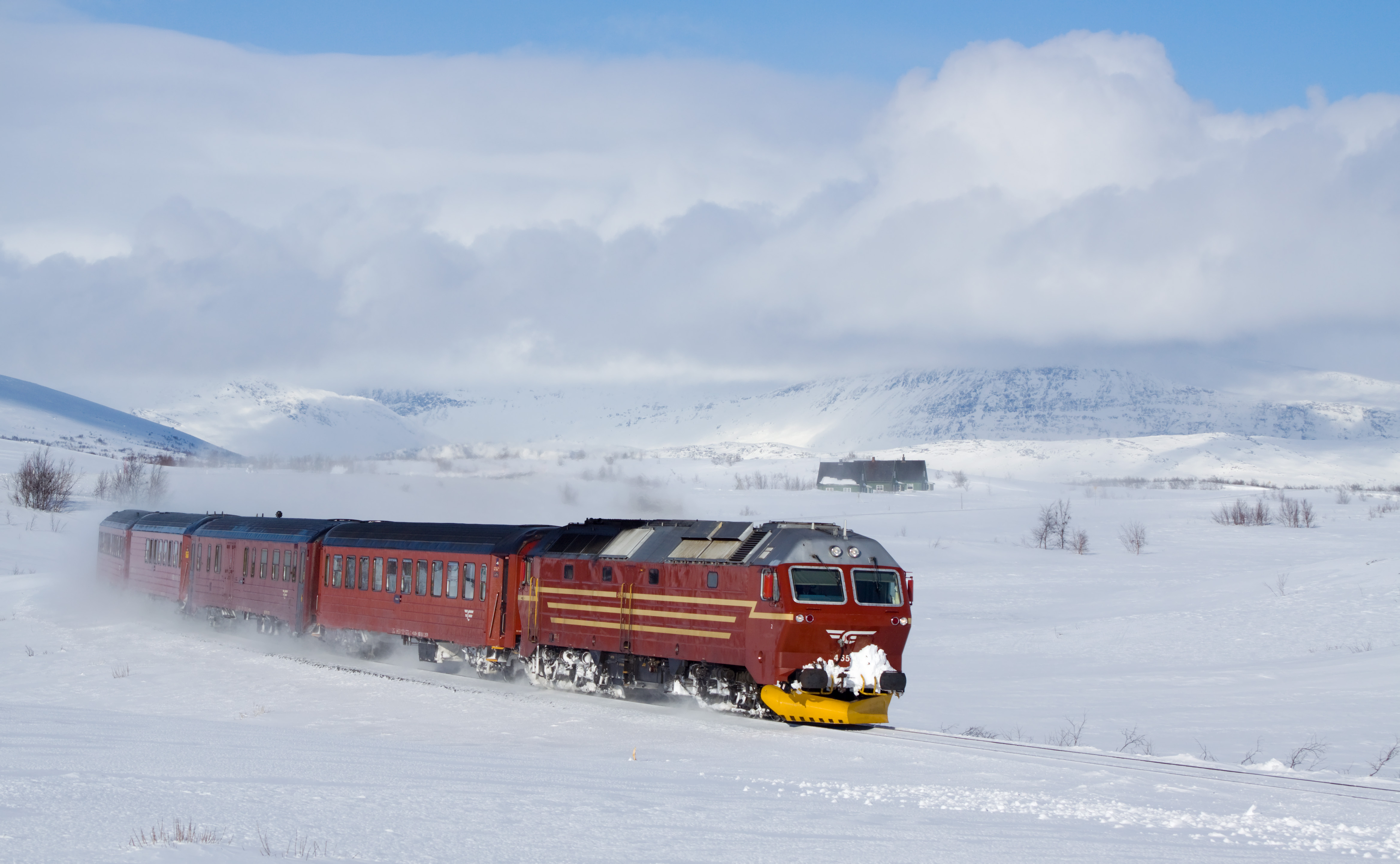
Di 4 mit dem Tagzug von Bodø nach Trondheim (Nordlandsbanen), hier im Saltfjell zwischen Lønsdal und Bolna.

In den 1970er Jahren wollten die NSB neue Diesellokomotiven für das Bespannen von Reisezügen auf nicht elektrifizierten Strecken beschaffen. Obwohl ursprünglich vorgesehen war, weitere Di 3 zu beschaffen, entschieden sich die NSB, eine neue Lokomotivbaureihe, die Di 4, zu entwickeln. Die fünf Di 4 wurden 1980 von Henschel in Kassel gebaut und von Brown, Boveri & Cie in Mannheim mit der elektrischen Ausrüstung ausgestattet. Die Lokomotiven sind mit General Motors EMD 16-645E3B Motoren ausgerüstet und haben Fahrmotoren des Typs QD 335 N 4 A von NEBB. Sie haben einen Kraftstoffverbrauch von ca. 3 Liter Diesel pro Kilometer. Die Di 4 wurden alle im Jahr 1981 geliefert und in Dienst gestellt. Es war vorgesehen, sie ab Mitte der 1990er Jahre durch Lokomotiven der Baureihe Di 6 zu ersetzen. Diese haben sich jedoch in den klimatischen Bedingungen Nordnorwegens nicht bewährt und wurden an den Hersteller zurückgegeben. Seit der Ausmusterung der Di 3 im Jahr 2001 sind die Di 4 die einzigen Diesellokomotiven im norwegischen Personenverkehr. Die Di 4 waren die ersten Lokomotiven im Reisezugverkehr mit Asynchronmotoren.
Seit ihrer Auslieferung wurden die Lokomotiven mehreren Umbauten unterzogen. So erhielten sie LED-Scheinwerfer. In den Jahren 2008–2011 wurde die Elektronik erneuert und die Lokomotiven erhielten ein HESQ (Health, Safety, Environment and Quality)-Upgrade. Ab Werk haben sie bis heute einen rotbraunen Anstrich.
Obwohl größere äußere Unterschiede bestehen, entspricht die ehemalige Baureihe ME (II) der Danske Statsbaner technisch weitgehend der Di 4.

## Einsatz
Die Lokomotiven wurden nach ihrer Auslieferung auf nicht elektrifizierten Strecken in Norwegen eingesetzt, unter anderem auf der Raumabane und Nordlandsbane, wobei sie diese zu Beginn aufgrund der gegenüber der Di 3 höheren Achslast nur bis Mo i Rana befahren durften.
Seit Ausmusterung der Di 3 im Jahr 2001 wurden die Lokomotiven von Norges Statsbaner fast ausschließlich auf der Nordlandsbane Trondheim–Bodø eingesetzt und legen dabei zusammengerechnet ca. 3000 km pro Tag zurück. 2016 wurden die Fahrzeuge von NSB in die staatseigene Gesellschaft Norske tog ausgelagert und bis 2020 an die NSB vermietet.
2019 gewann SJ Norge die Ausschreibung für das Trafikkpakke 2 Nord und hat diesen Reisezugverkehr am 8. Juli 2020  übernommen. Seither hat SJ Norge die Di 4 651–655 von Norske tog gemietet. Nach zahlreichen Ausfällen im Jahr 2023 kommt es 2024 zu häufigen Ausfällen des Tageszuges, weil mehrere der fünf Lokomotiven nicht betriebsfähig sind.
Auf Grund der derzeitigen Probleme werden drei der fünf Lokomotiven in der dazu auszubauenden Mantena-Werkstatt in Marienborg in Trondheim eine Revision erhalten, wobei die Untersuchung der ersten Lokomotive im Mai 2025 beendet werden soll. Die letzte gründliche Revision der Lokomotiven liegt vierzehn Jahre zurück.
Als Folge des Zugunglückes bei Bjerka wurde der Tageszug bis Mo i Rana eingekürzt und der Nachtzug vorerst eingestellt, da zeitweise nur eine der ehemalig fünf Lokomotiven einsatzfähig ist, die den Tageszug sowohl in die nördliche als auch in die südliche Richtung bespannen muss. Der Tageszug soll nach erfolgter Revision der ersten Lokomotiven ab Woche 2/2025 wieder auf der vollständigen Strecke verkehren, für den Nachtzug ist SJ Norge in Zusammenarbeit mit Norske tog auf der Suche nach Ersatzlokomotiven.

## Unfälle
Aufgrund eines Bergrutsches nördlich von Bjerka verunglückte ein Reisezug auf der Nordlandsbane auf dem Weg von Trondheim S nach Bodø, der von der Di 4 653 geführt wurde, am 24. Oktober 2024 gegen 14:15 Uhr und stürzte zusammen mit einem Teil der Reisezugwagen mehrere Meter die Böschung hinunter. Bei dem Unglück starb der 60-jährige Lokführer von SJ Norge. Die Unfalllokomotive Di 4 653 wurde nicht mehr instand gesetzt.
Eine weitere Lokomotive wurde am 27. Februar 2025 bei einer Kollision mit einem Felsen in einem Tunnel zwischen Skonseng und Ørtfjellet beschädigt. Danach standen zeitweise nur noch zwei Lokomotiven auf der Nordlandsbane zur Verfügung.

## Übersicht
| Lokomotive | Fabriknr. | Auslieferungsdatum | Verbleib                                     |
| ---------- | --------- | ------------------ | -------------------------------------------- |
| Di 4 651   | 32436     | 21. Mai 1981       |                                              |
| Di 4 652   | 32437     | 4. Juni 1981       |                                              |
| Di 4 653   | 32438     | 16. Juli 1981      | verschrottet nach Unfall am 24. Oktober 2024 |
| Di 4 654   | 32439     | 22. Mai 1981       |                                              |
| Di 4 655   | 32440     | 18. Juni 1981      |                                              |